# Caryophyllia arnoldi
Caryophyllia arnoldi är en korallart som beskrevs av Vaughan 1900. Caryophyllia arnoldi ingår i släktet Caryophyllia och familjen Caryophylliidae. Inga underarter finns listade i Catalogue of Life.